# ابن أفلح العبسي
جمال الدين (أو جمال المُلك) أبو القاسم علي بن أفلح العبسي (473 هـ/1080 م - 537 هـ/1142 م) هو شاعر وكاتب عربي من الحلة عاش في بغداد  في القرن السادس الهجري.

## سيرته
ولِدَ علي بن أفلح في مدينة الحلة في العراق، في أسرة عربية تعود أصولها إلى قبيلة عبس العدنانيَّة، وكانت ولادته في سنة 473 هـ. وانتقل في فترةٍ من حياته إلى بغداد، واستقرَّ فيها حتى وفاته، وهناك توطَّدت علاقته بالخليفة المسترشد وتكسَّب من مديحه، غير أن المسترشد غضب عليه بعدما بلغه وجود علاقة سرية بين ابن أفلح ونور الدولة دبيس، وهو أحد أمراء بني مزيد الثائرين ضد الخلافة العباسية، فهرب ابن مفلح إلى تكريت، واستجار هناك ببهروز الخادم، وأمر المسترشد بهدم بيته، ثُمَّ عاد إلى بغداد بعد أن عفا عنه الخليفة. تُوفِّي ابن أفلح العبسي في سنة 537 هـ عن عمر ستين سنة في بغداد.

## شعره
اشتهر ابن أفلح بشعر الهجاء، وكان هجاؤه بذيء رغم فصاحته، وله ديوان جمعه بنفسه، وكتب مقدمة لديوانه ناقش فيها مواضيع في الشعر والبلاغة ظلَّت مرجعاً لدارسي الأدب ردحاً من الزمن.